# Piłka lekarska

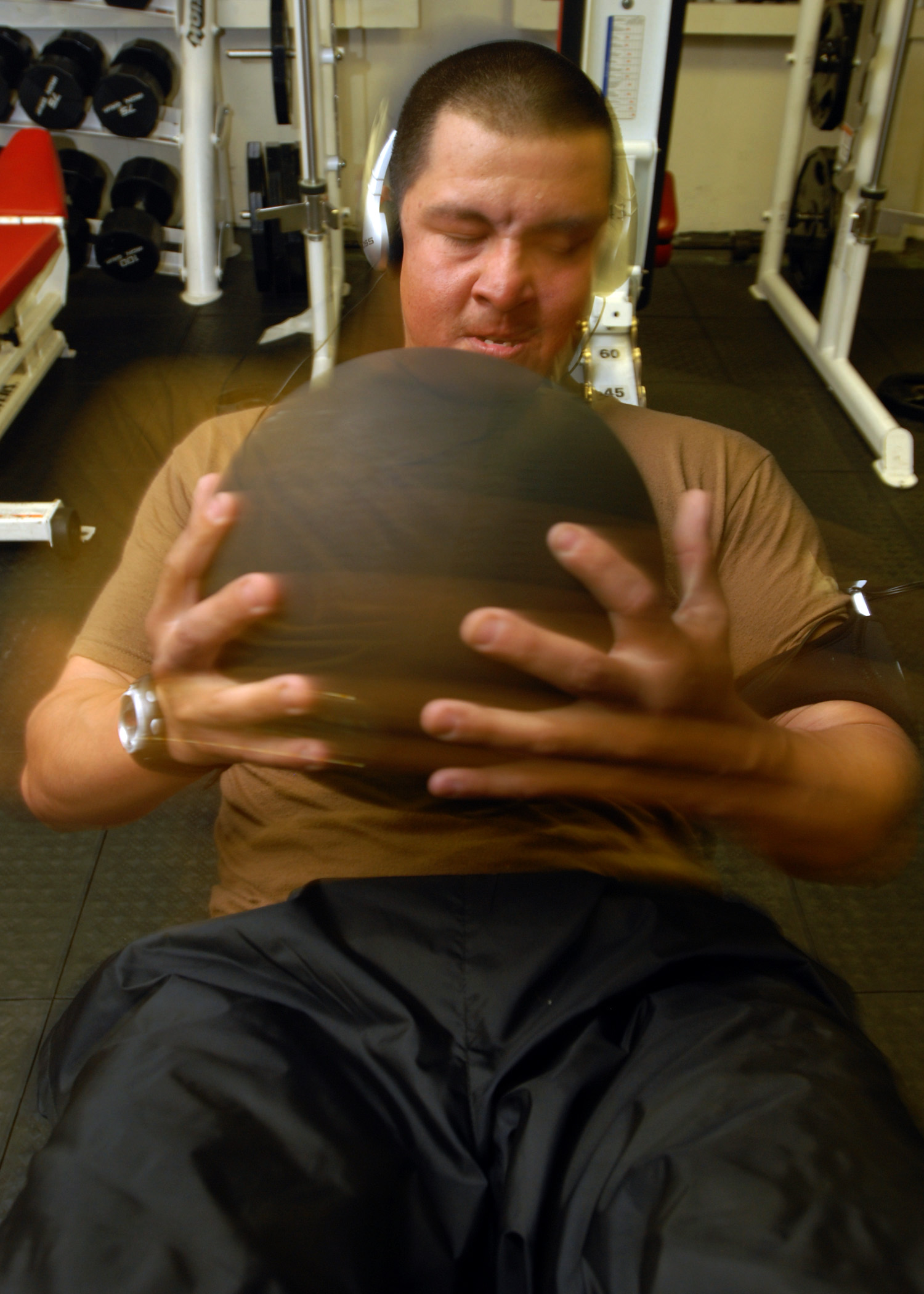
Ćwiczenie z piłką lekarską

Piłka lekarska – piłka wykonana najczęściej ze skóry syntetycznej. Powszechnie stosowana do rehabilitacji i ćwiczeń ogólnorozwojowych. Masa piłki zależy od jej wielkości i przeznaczenia. Najczęściej spotyka się piłki o masie 1 kg, 2 kg, 3 kg, 5 kg i 10 kg.
Jej wynalazcą był William Muldoon.